# المعهد الصحي للقوات المسلحة
المعهد الصحي للقوات المسلحة الذكور والأناث، يقع بمنطقة حوش عيسى بمحافظة البحيرة والأناث بأحمد جـــلال ويتبع لإدارة الخدمات الطبية للقوات المسلحة التابعة لوزارة الدفاع والإنتاج الحربي المصرية، وتم تأسيسه لخدمة احتياجات القوات المسلحة، ويشمل 12 تخصصا في مجالات التمريض المتنوعة.

## شروط القبول
- الحصول على شهادة الثانوية العامة أو الأزهرية «علمي علوم».
- ألا يقل المجموع عن 60% ولا تقل درجات اللغة الإنجليزية عن 65 % ولا يقل السن عن 17 عام ولا يزيد عن 21 عام.
- يجب أن يكون المتقدم مصري الجنسية ومن أبوين مصريين يتمتعان بالجنسية عن غير طريق التجنس، وأن يكون غير متزوج أو سبق له الزواج ولا يسمح له بالزاوج إلا بعد تخرجه بنجاح
- اشتراط حسن السير والسلوك وألا يكون قد سبق له الالتحاق بالقوات المسلحة وتم إنهاء خدمته بالفصل النهائي
- أن يجتاز المتقدم الاختبارات المحددة «طبية – نفسية – لياقة بدنية – كشف الهيئة – تحاليل طبية».
- ضرورة موافقة ولى أمر الطالب على الالتحاق بالقوات المسلحة
- يحق للمعهد استبعاد من يتقرر عدم لياقته طبيا من المقبولين فور إعلان نتيجة المناظرة الطبية النهائية
- مدة الدراسة عامين دراسيين للحصول على الدبلوم الصحي
- يحق للمتقدم الالتحاق بالكليات والمعاهد التابعة لوزارة الصحة، التي تمنح درجة بكالوريوس التمريض.

## المزايا
يتم صرف مكافأة مالية شهرية أثناء التدريب
- يحصل الخريج على درجة رقيب متطوع بالقوات المسلحة، يتدرج بعدها في الترقي إلى الدرجات والرتب المختلفة
- يتم صرف مرتب شهري بعد التخرج طبقا للقوانين والقرارات والتعليمات المنظمة في هذا الشأن.
- الاشتراك في نوادي ضباط الصف، وكذلك العلاج المجاني بالمستشفيات العسكرية للخريجين وأسرهم طبقا للتعليمات العلاجية.
- تأهيل الخريجين من خلال بعثات داخل وخارج الجمهورية للتخصص في أفرع التمريض المختلفة، وكذلك المناهج الدراسية تكون طبقا للمناهج الدراسية بالمعاهد المناظرة لها بوزارة الصحة.

## معهد الأناث

### الشروط
شروط القبول بشروط القبول بالمعهد هي:
1. أن تكون الطالبة مصرية الجنسية، ومن أبوين يتمتعان بهذه الجنسية عن غير طريق التجنس
2. ألا يزيد سنها على 21 سنة
3. أن تكون حسنة السير والسلوك
4. ألا تكون متزوجة أو سبق لها الزواج
5. ألا تكون قد سبق الحكم عليها بعقوبة جنائية أو جريمة مخلة بالشرف
6. الحصول على شهادة الثانوية العامة (القسم العلمي) بشرط دراسة مادة الأحياء وأي من مادة (فيزياء أو كيمياء) وبحد أدنى للمجموع 70%
7. ألا تكون قد مضت على تاريخ الحصول على الثانوية العامة أكثر من عام واحد تكون الطالبة فيها مقيدة بإحدى الكليات الجامعية أو بمعهد عالي وتقديم شهادة القيد الدالة على ذلك
8. إضافة إلى الشروط العامة للقبول بالكليات والمعاهد العسكرية

### مديري المعهد
- لواء طبيب أركان حرب/ محمد حسني حمزة.[2]